# James B. Reynolds
James B. Reynolds (* 1779 im County Antrim, Irland; † 10. Juni 1851 in Clarksville, Tennessee) war ein US-amerikanischer Politiker. Zwischen 1815 und 1825 vertrat er zwei Mal den Bundesstaat Tennessee im US-Repräsentantenhaus.

## Werdegang
James Reynolds besuchte die Schulen seiner Heimat. Später wanderte er in die Vereinigten Staaten aus, wo er sich in Clarksville im Norden Tennessees niederließ. Nach einem anschließenden Jurastudium und seiner im Jahr 1804 erfolgten Zulassung als Rechtsanwalt begann er in seinem neuen Beruf zu arbeiten. Gleichzeitig schlug er als Mitglied der Demokratisch-Republikanischen Partei eine politische Laufbahn ein. Bei den Kongresswahlen des Jahres 1814 wurde Reynolds im vierten Wahlbezirk von Tennessee in das US-Repräsentantenhaus in Washington, D.C. gewählt, wo er am 4. März 1815 die Nachfolge von John Henry Bowen antrat. Bis zum 3. März 1817 konnte er zunächst eine Legislaturperiode im Kongress absolvieren.
In den 1820er Jahren schloss er sich der Bewegung um den späteren Präsidenten Andrew Jackson an. Bei den Wahlen des Jahres 1822 wurde Reynolds im damals neugeschaffenen siebten Distrikt seines Staates erneut in den Kongress gewählt, wo er zwischen dem 4. März 1823 und dem 3. März 1825 eine weitere Legislaturperiode absolvieren konnte. Nach seinem Ausscheiden aus dem US-Repräsentantenhaus zog sich Reynolds wieder aus der Politik zurück. In den folgenden Jahren praktizierte er als Anwalt. Er starb am 10. Juni 1851 in Clarksville.